# Augusta Lynx
Die Augusta Lynx waren ein US-amerikanisches Eishockeyfranchise aus der ECHL, welches in Augusta, Georgia, beheimatet war.

## Geschichte
Gegründet wurde das Team 1998. Die Heimat der Lynx war die James Brown Arena, die eine Kapazität von 6.604 Zuschauern hat.
Im Gegensatz zu den meisten anderen Teams in den Farmteamligen gehörten die Lynx weder einem NHL- noch einem AHL-Team an, sondern waren unabhängig. Allerdings arbeiteten von 2006 bis 2008 unter anderem mit den Anaheim Ducks aus der NHL und den Portland Pirates aus der AHL zusammen. Ab dem Sommer 2008 existierte eine Kooperation mit den Tampa Bay Lightning und den Norfolk Admirals.
Während der Saison 2008/09 löste sich die Mannschaft auf, nachdem die Teambesitzer keine neuen Investoren gefunden hatten.

## Trainer
Als erster Trainer der Franchise-Geschichte übernahm Dan Wiebe 1998 den Trainerposten und führte die Augusta Lynx durch die folgenden zwei Spielzeiten. Der größte Erfolg war hierbei das Erreichen der dritten Playoff-Runde in der Saison 1999/2000. Zur folgenden Saison wurde Scott MacPherson als neuer Cheftrainer vorgestellt. Nach 33 Spieltagen, in denen die Mannschaft eine negative Gesamtbilanz aufwies, wurde er seines Amtes enthoben. Als Nachfolger übernahm Jim Burton die Position hinter der Bande und führte das Team mit 22 Siegen in 39 Partien noch in die Play-offs. Nachdem in der Saison 2001/02 trotz einer positiven Gesamtbilanz die Endrunde nicht erreicht wurde, erfolgte für Burton zu Beginn der darauffolgenden Spielzeit die Kündigung, nachdem die Mannschaft mit sieben Niederlagen in den ersten zehn Partien gestartet war.
Daraufhin übernahm David Wilkie das Traineramt und konnte bis zum Saisonende das Ruder nicht mehr herumreißen, wodurch die Play-offs zum zweiten Mal in Folge ohne das Team aus Augusta stattfanden. In den folgenden zwei Jahren wurde die Mannschaft von Stan Drulia betreut, der zuvor die Orlando Seals zur Meisterschaft in der Atlantic Coast Hockey League geführt hatte. Nachdem auch ihm kein Erfolg vergönnt war, wurde Bob Ferguson mit der Leitung des Teams beauftragt. In den drei Jahren seines Wirkens gelang jeweils der Einzug in die Play-offs, in denen die Mannschaft drei Mal in Folge in der ersten Runde ausschied. Zur Saison 2008/09 wurde John Marks zum Cheftrainer ernannt. Nach lediglich 18 Partien erfolgte im Dezember 2008 die Auflösung des Franchises. Marks verließ das Team und ging danach zu den Dayton Gems.

## Ehemalige Spieler
Folgende Spieler, die für die Augusta Lynx aktiv waren, spielten im Laufe ihrer Karriere in der National Hockey League:
| - Zac Bierk - Mike Brodeur - Kevin Brown - Gerald Coleman - Jean-François Damphousse | - Tom Draper - Joaquin Gage - Trevor Gillies - Chris Hajt - Riku Helenius | - Greg Jacina - Matt Johnson - Simon Lajeunesse - Darryl Laplante - Guy Larose | - Jay Leach - Scott Morrow - Gregg Naumenko - Jaroslav Obšut - Pierre-Alexandre Parenteau | - Brad Ralph - Brett Skinner - Denis Tscherwjakow - Michael Wall - David Wilkie |

## Vereinsrekorde

### Karriere
|                           | Name            | Anzahl                       |
| Meiste Spiele             | Martin Lapointe | 317 (in fünf Spielzeiten)    |
| Meiste Tore               | Louis Goulet    | 94                           |
| Meiste Vorlagen           | Louis Goulet    | 179                          |
| Meiste Punkte             | Louis Goulet    | 273 (94 Tore + 179 Vorlagen) |
| Meiste Strafminuten       | Dan Kopec       | 580                          |
| Meiste Siege als Torhüter | Judd Lambert    | 64                           |
| Meiste Shutouts           | Jason Saal      | 8                            |

### Saison
|                           | Name           | Anzahl                     | Saison    |
| Meiste Tore               | Jonas Soling   | 41                         | 2000/01   |
| Meiste Vorlagen           | Lars Pettersen | 62                         | 1999/2000 |
| Meiste Punkte             | Lars Pettersen | 93 (31 Tore + 62 Vorlagen) | 1999/2000 |
| Meiste Strafminuten       | Tyler Willis   | 320                        | 2001/02   |
| Meiste Siege als Torhüter | David McKee    | 29                         | 2006/07   |